# 리영직
리영직(李榮直, 1991년 2월 8일~)은  재일 한국인 축구 선수로 포지션은 미드필더이다. 현재 부산 아이파크 소속이다.

## 구단 경력
2013 시즌을 앞두고 도쿠시마 보르티스 입단을 통해 프로에 입문한 리영직은 입단 후 6경기에 출장하며 팀의 J리그 디비전 2 2013 4위에 기여했다. 2015 시즌을 앞두고 V-바렌 나가사키로 이적 후 47경기 4골을 기록하며 J리그 디비전 2 2015 6위의 성적에 기여했다.
이후 2017 시즌을 앞두고 카마타마레 사누키로 이적하여 23경기 2골의 성적을 남겼으며 2018년 도쿄 베르디로 이적 후 26경기 4골로 J2리그 2018 6위의 성적에 기여했고 2020 시즌을 앞두고 FC 류큐로 이적했다.

## 국가대표팀 경력
2014년 아시안 게임을 앞두고 조선민주주의인민공화국 U-23 대표팀에 차출된 후 6경기에 출전하여 팀의 은메달 획득에 기여했고 이후 조선민주주의인민공화국 A대표팀의 일원으로 발탁되어 이듬해에 열린 2015년 AFC 아시안컵 본선 엔트리에 합류한 뒤 우즈베키스탄과의 B조 조별리그 1차전에서 국제 A매치 데뷔전을 치렀다.
2017년 9월 5일 레바논과의 2019년 AFC 아시안컵 3차 예선 B조 2차전에서 A대표팀 데뷔골을 기록하며 팀의 아시안컵 5번째 본선 진출에 기여했다. 2017년 EAFF E-1 풋볼 챔피언십에 참가해 3경기에 모두 출전했으며 2019년 AFC 아시안컵 본선에도 참가하였으나 대표팀은 2015년, 2019년 아시안컵 두 대회 연속 3전 전패를 기록했다.

## 수상 내역
조선민주주의인민공화국 U-23
- 아시안 게임 은메달: 2014

 FC안양
- - K리그1: 2025